# Икономическа глобализация
Икономическата глобализация се отнася до нарастващата икономическа взаимозависимост на националните икономики по света чрез бързо нарастване на презграничното движение на стоки, услуги, технологии и капитал.  В зависимост от парадигмата, глобализацията може да бъде разбирана като позитивен или като негативен феномен.
Икономическата глобализация обхваща глобализацията на продукция, пазари, конкуренция, технология, коорпорации и индустрии. 
|  | Тази страница частично или изцяло представлява превод на страницата Economic globalization в Уикипедия на английски. Оригиналният текст, както и този превод, са защитени от Лиценза „Криейтив Комънс – Признание – Споделяне на споделеното“, а за съдържание, създадено преди юни 2009 година – от Лиценза за свободна документация на ГНУ. Прегледайте историята на редакциите на оригиналната страница, както и на преводната страница, за да видите списъка на съавторите. ВАЖНО: Този шаблон се отнася единствено до авторските права върху съдържанието на статията. Добавянето му не отменя изискването да се посочват конкретни източници на твърденията, които да бъдат благонадеждни. |